# Marija Mazun
Marija Pawłowna Mazun (ros. Мария Павловна Мазун; ur. 20 lipca 1924) – radziecka baletnica. Zasłużona Artystka RFSRR (1957). Ubiegała się o rolę Kopciuszka w filmie z 1947 roku, którą ostatecznie zagrała Janina Żejmo. W 1943 roku ukończyła LGU - uczelnię artystyczną w Leningradzie (uczennica Michaiła Romanowa i Agrippiny Waganowej). W latach 1943–1963 solistka Teatru Małego w Moskwie. Zwyciężczyni na Światowym Festiwalu Młodzieży i Studentów w Berlinie w 1951 roku.